# Macrobrachium caledonicum
Macrobrachium caledonicum är en kräftdjursart som först beskrevs av J. Roux 1926.  Macrobrachium caledonicum ingår i släktet Macrobrachium och familjen Palaemonidae. Inga underarter finns listade i Catalogue of Life.